# Олимпийская спортивная конфедерация Германии
Олимпийская спортивная конфедерация Германии (нем. Deutscher Olympischer Sportbund, DOSB) — немецкая спортивная организация.

## История
В 1895 году был создан Комитет по участию Германии на Олимпийских играх в Афинах (Komitee für die Beteiligung Deutschlands an den Olympischen Spielen zu Athen) (одна из первых национальных олимпийских спортивных организаций). В 1896 году страна впервые приняла участие на Играх. К следующим играм название организации менялось в соответствии с городом-хозяином Игр, в 1904 году он был переименован Немецкий имперский комитет Олимпийских игр (Deutscher Reichsausschuss für Olympische Spiele). В 1916 году Берлин получил право повести летнюю Олимпиаду, но из-за участия большинства стран в Первой мировой войне Игры были отменены. 
После окончания Первой мировой войны Немецкий имперский комитет Олимпийских игр был исключёна из Международного олимпийского комитета, а сам он был переименован в Немецкий имперский комитет физической культуры (Deutscher Reichsausschuss für Leibesübungen), а в стране были устроены собственные Немецкие соревнования (Deutsche Kampfspiele) как для летних, так и для зимних видов спорта. Проведённые в 1922 году зимние соревнования опередили первую Белую Олимпиаду на два года. В 1925 году был создан Немецкий олимпийский комитет (Deutscher Olympischer Ausschuß), а с 1928 года Германия вновь стала участвовать в Олимпийских играх. 
В 1936 году Берлин принимает у себя летние, а Гармиш-Партенкирхен — зимние Олимпийские игры.
После Второй мировой войны Немецкий олимпийский комитет был упразднён. В 1947 году была попытка его воссоздать, но МОК не признал новую структуру. 24 сентября 1949 года ФРГ образовывает Национальный олимпийский комитет Германии (Nationales Olympisches Komitee für Deutschland), а в 1950 году — Немецкий спортивный союз (Deutscher Sportbund). 22 апреля 1951 года в ГДР появляется Национальный олимпийский комитет Восточной Германии (Nationales Olympisches Komitee für Ostdeutschland), который в 1965 году переименовывается в Национальный олимпийский комитет ГДР (Nationales Olympisches Komitee der DDR); его признают только в 1968 году. Кроме того, в 1950—1956 годы функционировал Национальный олимпийский комитет Саара (Nationales Olympisches Komitee des Saarlande) — немецкой территории под мандатом Франции. Два последних были ликвидированы после воссоединения страны. 20 мая 2006 года Немецкий спортивный союз (Deutscher Sportbund) и Национальный олимпийский комитет Германии (Nationales Olympisches Komitee für Deutschland) объединились в Немецкий олимпийский спортивный союз (к тому времени объединение аналогичных организаций уже произошло в ряде стран), по некоторым мнениям  после не вполне успешного выступления Германии на Олимпиаде-2004 и связанной с этим общественной критике.

## Руководство
Руководство конфедерацией осуществляют общее собрание (Mitgliederversammlung), состоящая из представителей всех организаций-членов, между общими собраниями — правление (Vorstand). Организации-члены объединяют 89 000 спортивных клубов, в которых зарегистрировано около 27 миллионов участников, т.е. примерно треть населения.

## Ссылки

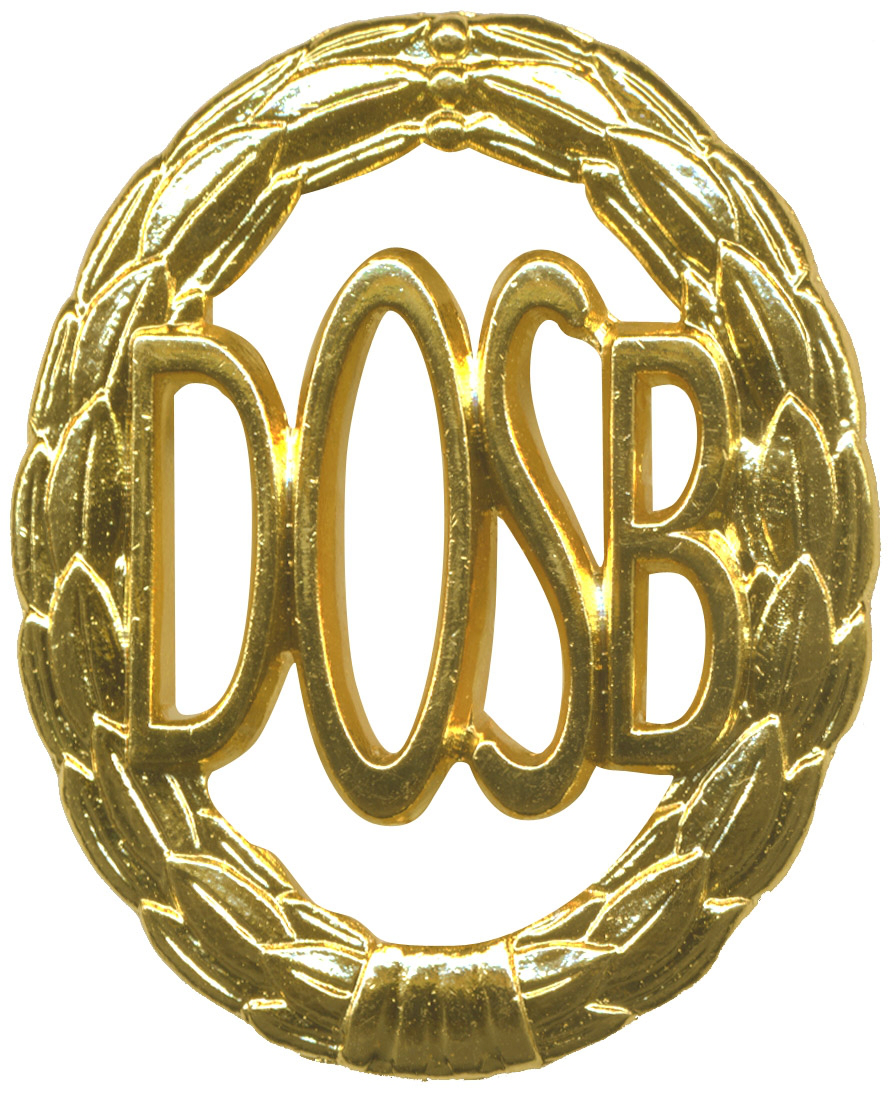
Deutsches Sportabzeichen in Gold